# John Carberry
John Joseph Carberry (ur. 31 lipca 1904 w Nowy Jork, zm. 17 czerwca 1998 w Kirkwood) – amerykański duchowny katolicki, arcybiskup Saint Louis i kardynał.

## Życiorys
Święcenia kapłańskie otrzymał w Rzymie 28 czerwca 1929 z rąk kardynała Francesca M. Selvaggianiego. Pracował duszpastersko w rodzinnej diecezji Brooklyn, a następnie podjął dalsze studia. W latach 1935–1940 sekretarz biskupa Trenton. 3 maja 1956 mianowany koadiutorem biskupa Lafayette. Sakry udzielił biskup pomocniczy Brooklynu Raymond Augustine Kearny. Sukcesję objął już w następnym roku. W 1965 przeniesiony na biskupstwo Columbus, a po trzech latach na metropolię Saint Louis. Na konsystorzu w 1969 otrzymał kapelusz kardynalski z tytułem prezbitera San Giovanni Battista de’ Rossi. Wiernie wprowadzał w życie uchwały Soboru watykańskiego II. Brał udział w obu konklawe 1978 roku. 31 lipca 1979 przeszedł w stan spoczynku. Zmarł jako 94-latek prawie 20 lat po przejściu na emeryturę. Pochowany w katedrze w Saint Louis.